# Přepojování zpráv
Přepojování zpráv (anglicky Store and forward – doslova „ulož a pošli dál“) je v telekomunikacích a počítačových sítích označení jednoho ze způsobů, jak jsou zprávy dopravovány sítí v případě, kdy odesilatel nemůže přímo komunikovat s příjemcem. Zpráva (data, informace) je po cestě od odesilatele k příjemci uložena v kompletní formě na mezistanici a teprve až později je odeslána k příjemci, či k další mezistanici na trase. Alternativy k přepojování zpráv jsou
- přepojování okruhů, kde se komunikace uskutečňuje po předem vytvořeném spojení (okruhu)
- přepojování paketů, kde se metodou store and forward dopravují pakety nebo rámce omezené délky

Výhodou přepojování zpráv je fakt, že mezistanice nebo uzel (mluvíme-li o počítačových sítích) ověřuje integritu dat před tím, než je odešle dál. To samozřejmě snižuje zatížení sítě, protože chybná data nejsou zbytečně odeslána, nýbrž jsou zahozena. Tento způsob předávání informace se užívá v sítích s přerušovaným propojením, například v nepřístupném prostředí nebo v prostředí vyžadujícím vysokou mobilitu. Je také užívána v momentě, kdy dochází na přenosové trase k velkému výskytu chyb, velkému zpoždění v komunikaci nebo pokud není přímá komunikace mezi koncovými body možná.
Nevýhodou je, že v sítích store-and-forward nejsou dostupné žádné služby v reálném čase.
Termínem store and forward je také označován nejjednodušší způsob fungování síťových přepínačů v sítích s přepojováním paketů, při kterém se paket nebo rámec začne vysílat do ostatních síťových segmentů, až když jej přepínač kompletně přijme z jednoho segmentu. Tím sice dojde ke zpoždění, ale díky poměrně malé délce rámců není toto zpoždění tak velké, aby znemožňovalo interaktivní služby jako WWW; pro služby v reálném čase to však může být omezující. Protikladem store-and-forward je v tomto případě cut-through switching.

## Historie

### Ručně řízený přenos
Sítě tohoto typu s manuálně řízeným přenosem sloužily k přenosu zpráv pomocí zařízení zvaného dálnopis. Tímto zařízením bylo možné odesílat zprávy mezi dvěma propojenými body v síti. Zprávy byly v mezistanicích přenosu uchovávány na papírové děrné pásce. Operátor v centru vyzvedl z přijímacího zařízení pásku se zprávou, přečetl si informace o adresátovi a odeslal zprávu vhodnou linkou směrem k adresátovi. Byla-li linka momentálně nedostupná (obsazená nebo nefunkční), operátor umístil zprávu na pásce do fronty k dalším zprávám čekajícím na odeslání. Hlavní přenosové centrum obsahovalo desítky přijímacích a vysílacích zařízení, mnoho operátorů, kteří je obsluhovali a tisíce zpráv ve frontách. Armáda Spojených států amerických tato centra nazývala Non-Automated Relay Center (Neautomatické předávací centrum).

### Automatický přenos
V pozdější době byla vyvinuta zařízení schopná autonomně přijímat a odesílat zprávy po síti. Jedním z nich byl i Plan 55-A, automatické elektromechanické zařízení pro ukládání a přeposílání zpráv na dlouhé vzdálenosti. Zprávy byly v jednotlivých stanicích přenosu uchovávány na děrných páskách.

## Sítě využívající přepojování zpráv
Před nástupem a rozšířením internetu bývaly počítače propojovány různými pomocí různých druhů dvoubodových propojení využívajících modemy pro komunikaci pomocí telefonní sítě (tzv. vytáčená připojení). Protokoly typu store-and-forward umožňovaly postupné předávání nejrůznějších zpráv (nejčastěji e-mailů) mezi jednotlivými počítači v síti, až dosáhly požadovaného cíle. V novějších sítích (Internet) byl princip store-and-forward nahrazen přepojováním paketů, u něhož je zpráva rozdělena na bloky omezené velikosti, které jsou přepravovány samostatně.

### BITNET
BITNET byla počítačová síť, která vznikla v roce 1981 jako síť propojující univerzity v USA. Uzly sítě byly sálové počítače IBM, které byly propojeny modemovým vytáčeným připojením. V době svého vrcholu okolo roku 1991 propojovala síť BITNET přibližně 3000 počítačů v téměř 500 organizacích v různých zemích včetně tehdejšího Československa. Hlavními službami byla elektronická pošta a diskusní konference provozované na softwaru LISTSERV.

### UUCP
Na počítačích s některou z variant operačního systému Unix byla rozšířená komunikace pomocí protokolu UUCP (Unix-to-Unix copy), který umožňoval předávání souborů a spuštění příkazů na vzdálených počítačích propojených pomocí modemů. UUCP se nejčastěji používalo pro přenos elektronické pošty a diskusních konferencí (Network News) v systému nazývaném Usenet.

### FidoNet
FidoNet byla nekomerční síť pro výměnu souborů a zpráv, kterou založil v roce 1984 Tom Jennings v San Franciscu. Síť umožňovala výměnu souborů a zpráv mezi BBS propojených pomocí vzájemného volání modemů po klasických telefonních linkách a stala se populární nejen v USA, ale i v Evropě.

## Služby využívající přepojování zpráv

### SMS
Krátké textové zprávy (SMS) se v mobilních sítích dopravují metodou store-and-forward. Zpráva odeslaná z mobilu je doručena do SMS centra v domovské síti odesilatele, kde je uložena, a odkud je odesláno potvrzení o jejím převzetí („zpráva byla odeslána“). Následně je zpráva poslána buď přímo (standardní postup v GSM) nebo přes SMS centrum příjemce (časté v severoamerických sítích, nebo pokud příjemce má zapnuto archivování zpráv či jinou podobnou službu, která způsobí tak zvaný SMS home routing) na mobilní telefon příjemce. Pokud je mobilní telefon příjemce nedostupný, bude zpráva určitou dobu uchována v SMS centru a bude doručena okamžitě po přihlášení příjemce do sítě. Příliš staré zprávy se ovšem mažou. Pokud má mobilní telefon příjemce plnou paměť, může mu SMS centrum odeslat zprávu, která se pouze zobrazí na displeji, že je potřeba uvolnit paměť smazáním nějaké zprávy. Díky použití metody store-and-forward nemá odesilatel kontrolu, že zpráva byla příjemci doručena. Odesilatel si proto může vyžádat doručenku, která jej bude informovat, že původní zpráva byla doručena příjemci, nebo že byla smazána. Tato doručenka je ve většině sítí bezplatná.

### Network News
Pozapomenutá služba Network News pro vytváření diskusních skupin dostupná i v Internetu používá pro dopravu zpráv mezi servery metodu store-and-forward. Každý server si vyměňuje zprávy s několika okolními servery, které předávají zprávy dál, takže zprávy během několika hodin oběhnou celý svět. Zprávy se na serverech udržují omezenou dobu (obvykle několik málo dní) a pak se mažou.